# Gare de Montcada i Reixac
La gare de Montcada i Reixac est une gare ferroviaire espagnole de la ligne de Barcelone-Sant Andreu à Cerbère située sur le territoire de la commune de Montcada i Reixac, dans la comarque du Vallès Occidental, dans la province de Barcelone, en Catalogne.
Elle mise en service en 1854 par Caminos de Hierro de Barcelona a Granollers. C'est une gare d'Administrador de infraestructuras ferroviarias (ADIF) desservie par les trains des lignes R2, R2 Nord.

## Situation ferroviaire
Établie à 40 mètres d'altitude, la gare de Montcada i Reixac est située au point kilométrique (PK) 12,3 de la ligne de Barcelone-Sant Andreu à Cerbère, entre les gares de Barcelone-Sant Andreu et de La Llagosta.

## Histoire
La gare de la ligne de Granollers est entrée en service le 22 juillet 1854 lors de l'ouverture du tronçon entre Barcelone (gare de Granollers, aujourd'hui remplacée par la gare de Barcelone-França) et Granollers Centre par Caminos de Hierro de Barcelona a Granollers,.

### Fréquentation
En 2016, la fréquentation annuelle de la gare était de 574 000 voyageurs.

## Service des voyageurs

### Desserte
La gare est desservie par les trains des lignes R2, R2 Nord.